# Hucal
Hucal es una localidad del departamento Hucal, provincia de La Pampa, Argentina. Es parte del municipio de Abramo.

## Población
Cuenta con 3 habitantes (Indec, 2010), lo que representa un gran descenso del 85% frente a los 20 habitantes (Indec, 2001) del censo anterior.
| Gráfica de evolución demográfica de Hucal entre 1991 y 2010 |
|                                                             |
| Fuente: Censos nacionales del INDEC                         |